# Сенцово (Костромская область)
Сенцово — деревня в Костромском районе Костромской области. Входит в состав Кузьмищенского сельского поселения.

## География
Находится в юго-западной части Костромской области на расстоянии приблизительно 19 км на север-северо-восток по прямой от железнодорожной станции Кострома-Новая.

## История
Известно, что в 1850 году деревня принадлежала помещику Л. И. Шульгину. В 1872 году здесь было учтено 13 дворов, в 1907 году — 11.

## Население
Постоянное население составляло 68 человек (1872 год), 55 (1897), 61 (1907), 36 в 2002 году (русские 100 %), 46 в 2022.